# Melanina aenescens
Melanina aenescens är en tvåvingeart som beskrevs av Malloch 1927. Melanina aenescens ingår i släktet Melanina och familjen lövflugor. Inga underarter finns listade i Catalogue of Life.